# باشگاه فوتبال شباب الاهلی
باشگاه فوتبال شباب الاهلی (به عربی: نادي شباب الأهلي‎) یک باشگاه فوتبال در امارات متحده عربی است که در شهر دبی قرار دارد. مالک این باشگاه حمدان بن محمد آل مکتوم، ولیعهد حکومت شهر دبی است. الاهلی ثروتمندترین و پرهوادارترین باشگاه فوتبال در امارات است. این باشگاه به دلیل بازیکنان ایرانی که در این تیم بازی کرده‌اند، در میان ایرانیان مقیم دبی نیز هواداران بسیاری دارد.
این باشگاه در سال ۲۰۱۵ به مقام نایب قهرمانی در مسابقات لیگ قهرمانان آسیا رسید.
در سال ۲۰۱۷، دو باشگاه دبی و الشباب با الاهلی ادغام شدند و نام باشگاه به شباب الاهلی امارات تغییر یافت.

## بازیکنان

### بازیکنان شاخص
- ریکاردو کوارشما
- آساموا ژیان
- فابیو کاناوارو
- عمر عبدالرحمان
- کریم الاحمدی
- عمر خربین

### بازیکنان ایرانی
- علی کریمی
- جواد کاظمیان
- احمد نوراللهی
- مهدی قایدی
- سعید عزت‌اللهی
- سردار آزمون
- مرصاد سیفی

## افتخارات

### مسابقات داخلی
- لیگ برتر امارات متحده عربی: ۹

قهرمان: ۷۵–۱۹۷۴، ۷۶–۱۹۷۵، ۸۰–۱۹۷۹، ۰۶–۲۰۰۵،  ۰۹–۲۰۰۸، ۱۴–۲۰۱۳، ۱۶–۲۰۱۵، ۲۳–۲۰۲۲، ۲۵–۲۰۲۴
- جام رئیس دولت امارات: ۱۱

قهرمان: ۷۵–۱۹۷۴، ۷۷–۱۹۷۶، ۸۸–۱۹۸۷، ۹۶–۱۹۹۵، ۰۲–۲۰۰۱، ۰۴–۲۰۰۳، ۰۸–۲۰۰۷، ۱۳–۲۰۱۲، ۱۹–۲۰۱۸، ۲۱–۲۰۲۰، ۲۵–۲۰۲۴
- جام اتصالات امارات: ۵

قهرمان: ۱۱–۲۰۱۰، ۱۲–۲۰۱۱، ۱۴–۲۰۱۳، ۱۷–۲۰۱۶، ۱۹–۲۰۱۸
- سوپر جام فوتبال امارات: ۷

قهرمان: ۲۰۰۹، ۲۰۱۳، ۲۰۱۴، ۲۰۱۶، ۲۰۲۰، ۲۰۲۳، ۲۰۲۴
- جام معاونین روسای امارات: ۱

قهرمان: ۱۰–۲۰۰۹

### مسابقات قاره‌ای
لیگ قهرمانان آسیا
نایب‌قهرمان (۱): ۲۰۱۵
جام قهرمانان باشگاه‌های خلیج فارس
قهرمان (۳): ۱۹۹۲، ۲۰۱۱، ۲۰۱۵
لیگ قهرمانان آسیا ۲
قهرمان (۱): ۲۵–۲۰۲۴

### مسابقات دوستانه
سوپر جام دوستی امارات و مراکش
قهرمان (۱): ۲۰۱۶